# Campeonato de las Antillas Neerlandesas
El Campeonato de las Antillas Neerlandesas era la competición de fútbol más importante de las Antillas Neerlandesas. Era dirigida por la Nederlands Antilliaanse Voetbal Unie.
En el campeonato participaban los dos primeros equipos de la Liga de Curazao y de la Liga de Bonaire. Debido a la disolución
política de las Antillas Neerlandesas, el del año 2010 fue el último campeonato disputado.

## Ganadores anteriores
| - 1961 : RKSV SITHOC (CUR) - 1962 : RKSV SITHOC (CUR) - 1963 : FC Veendam (CUR) - 1964 : No impugnado - 1965 : RCA (ARU) - 1966 : CRKSV Jong Colombia (CUR) - 1967 : RKSV Scherpenheuvel (CUR) - 1968 : CRKSV Jong Colombia (CUR) - 1969 : SV SUBT (CUR) - 1970 : Estrella (ARU) - 1971 : No disputado - 1972 : CRKSV Jong Colombia (CUR) - 1973 : No disputado - 1974 : CRKSV Jong Colombia (CUR) - 1975-76 : CRKSV Jong Colombia (CUR) - 1977 : CRKSV Jong Holland (CUR) - 1977-78 : CRKSV Jong Holland (CUR) | - 1978-79 : CRKSV Jong Colombia (CUR) - 1979-80 : CRKSV Jong Colombia (CUR) - 1981 : SV SUBT (CUR) - 1982 : CRKSV Jong Holland (CUR) - 1983 (Primavera) : SV SUBT (CUR) - 1983 (Invierno) : SV SUBT (CUR) - 1984 : SV SUBT (CUR) - 1985 : UNDEBA (CUR) - 1986 : SV Victory Boys (CUR) - 1987 : UNDEBA (CUR) - 1988 : No disputado - 1989 : CRKSV Jong Colombia (CUR) - 1990 : UNDEBA (CUR) - 1990-91 : RKSV SITHOC (CUR) - 1991 : RKSV SITHOC (CUR) - 1992 : RKSV SITHOC (CUR) | - 1993 : RKSV SITHOC (CUR) - 1994 : CRKSV Jong Colombia (CUR) - 1995-96 : RKSV SITHOC (CUR) - 1996-97 : UNDEBA (CUR) - 1997 : CRKSV Jong Colombia (CUR) - 1998-99 : RKSV SITHOC (CUR) - 2000-01 : CRKSV Jong Colombia (CUR) - 2001-02 : C.S.D. Barber (CUR) - 2002-03 : C.S.D. Barber (CUR) - 2003-04 : C.S.D. Barber (CUR) - 2004-05 : C.S.D. Barber (CUR) - 2005-06 : C.S.D. Barber (CUR) - 2006-07 : C.S.D. Barber (CUR) - 2007-08 : C.S.D. Barber (CUR) - 2008-09 : S.V. Hubentut Fortuna (CUR) - 2009-10 : C.S.D. Barber (CUR) |

## Títulos por equipo
| Club                | Títulos | Último título |
| ------------------- | ------- | ------------- |
| CRKSV Jong Colombia | 11      | 2000-01       |
| C.S.D. Barber       | 8       | 2009-10       |
| RKSV SITHOC         | 8       | 1998-99       |
| SV SUBT             | 5       | 1984          |
| UNDEBA              | 4       | 1997          |
| CRKSV Jong Holland  | 3       | 1982          |
| FC Veendam          | 1       | 1963          |
| RCA                 | 1       | 1965          |
| RKSV Scherpenheuvel | 1       | 1967          |
| Estrella            | 1       | 1970          |
| SV Victory Boys     | 1       | 1986          |
| SV Hubentut Fortuna | 1       | 2009          |